# 28 Brygada Artylerii Przeciwpancernej

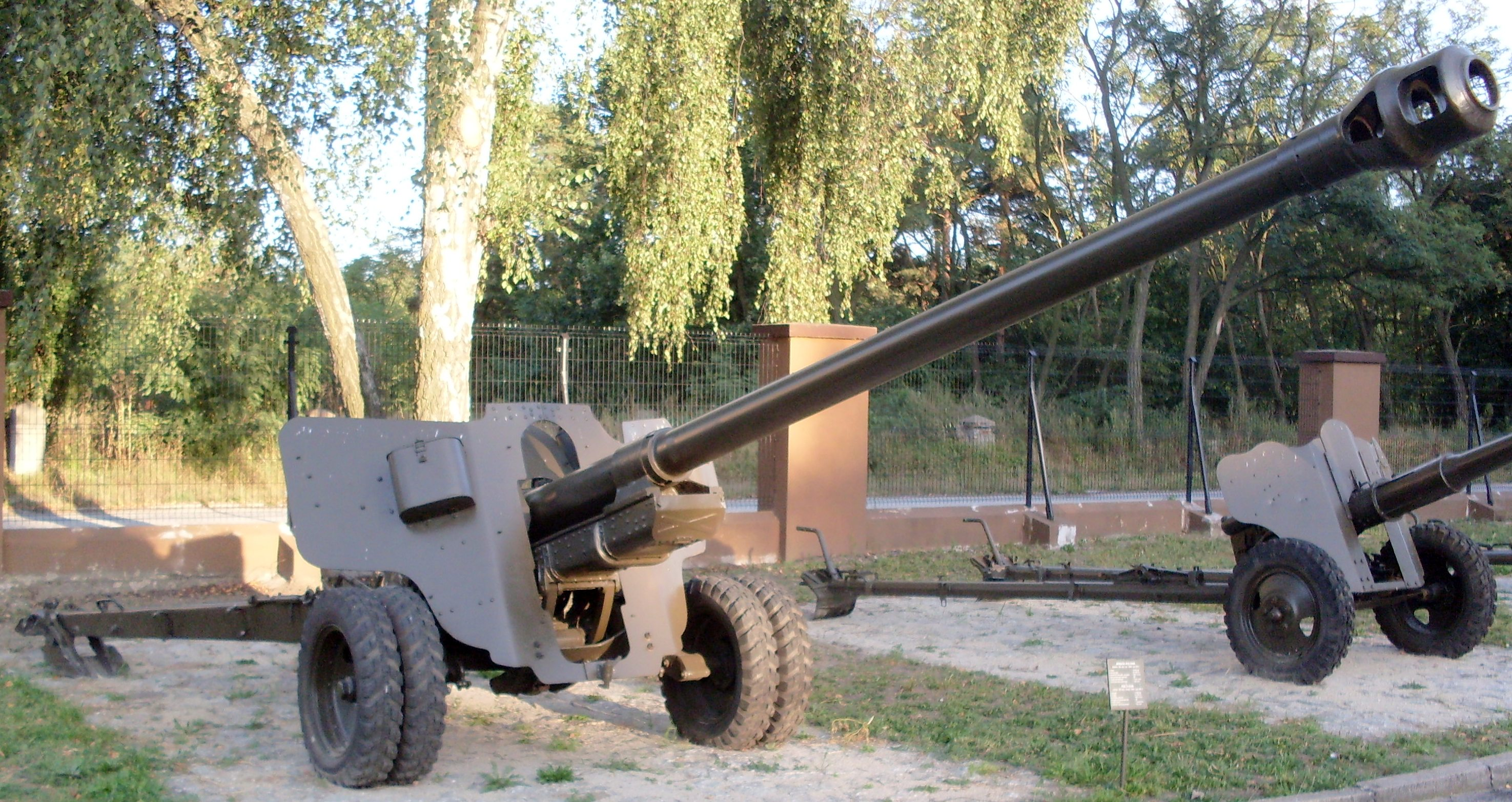
100 mm armata wz 44 typ BS-3

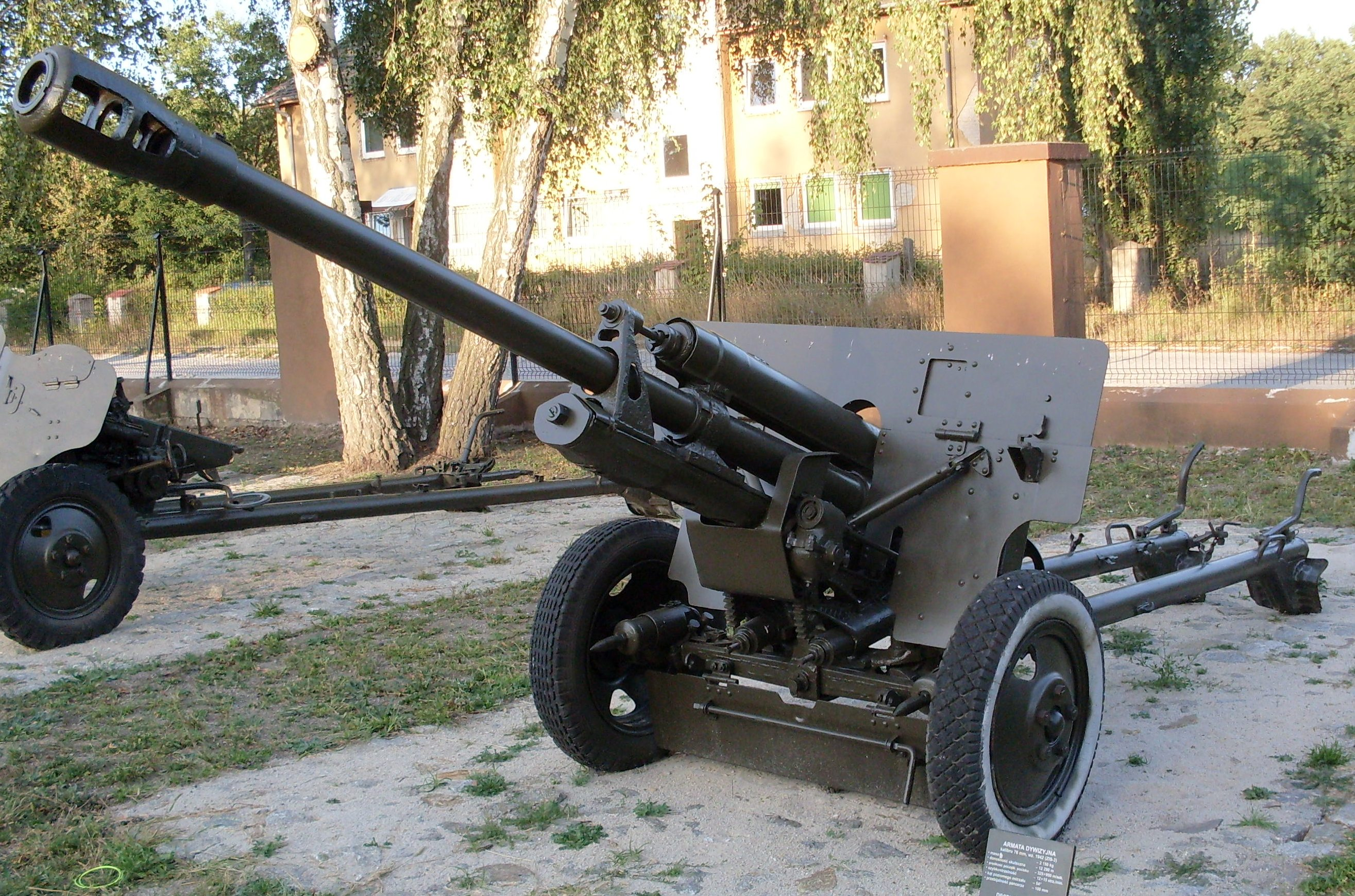
76 mm armata dywizyjna wz 1942

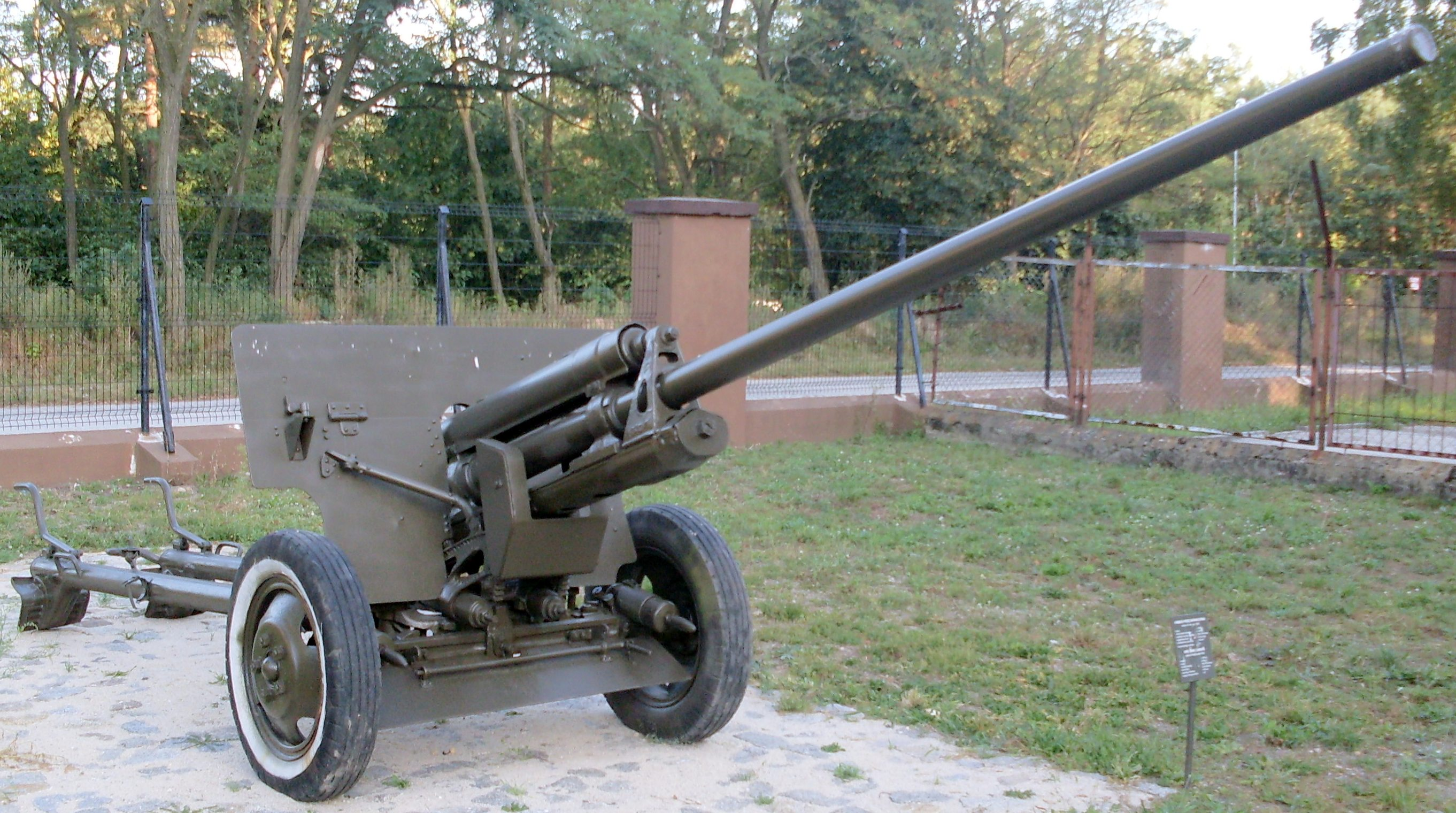
57 mm armata ppanc wz 1943

28 Brygada Artylerii Przeciwpancernej (28 BAPpanc) – związek taktyczny artylerii przeciwpancernej ludowego Wojska Polskiego. JW 5625.

## Formowanie i zmiany organizacyjne
W wyniku wprowadzenia planu przyśpieszonego rozwoju WP na lata 1951-1953, wiosną 1951 roku, rozpoczęto formowanie 28 Brygady Artylerii Przeciwpancernej. Dowództwo brygady sformowano na bazie dowództwa i sztabu rozformowanego pułku artyleryjskiego rozpoznania pomiarowego z Orzysza. Brygada miała zająć koszary po odchodzącej do Orzysza 12 Łużyckiej BAC.
Stanowiła odwód Naczelnego Dowództwa i pod względem wyszkolenia bojowego, operacyjnym i wykorzystania podlegała dowódcy Artylerii WP. Rozformowana w 1956. Pozostawiono i usamodzielniono 91 pappanc. Dowódcą brygady był płk Rogaliński.

## Struktura organizacyjna brygady
- Dowództwo 28 Brygady Artylerii Przeciwpancernej - Gniezno[5]
- 91 Wejherowski pułk artylerii przeciwpancernej
- 92 pułk artylerii przeciwpancernej
- 93 pułk artylerii przeciwpancernej

Etatowo brygada liczyła 1438 żołnierzy i 61 cywili. Uzbrojenie stanowiło 76 dział, w tym 22 armaty 100 mm BS-3, 26 armat ppanc 76 mm ZIS-3 oraz 26 armat ppanc ZIS-2